# NGC 7720
NGC 7720 (również PGC 71985 lub UGC 12716) – galaktyka eliptyczna znajdująca się w gwiazdozbiorze Pegaza w odległości około 405 milionów lat świetlnych. Odkrył ją William Herschel 10 września 1784 roku. Jest to najjaśniejsza galaktyka klastra ACO 2634 (Abell 2634). Należy do galaktyk Seyferta typu 1.
Tuż obok jej jądra widoczna jest znacznie mniejsza, zwarta (C) galaktyka, oznaczana jako NGC 7720-2 (lub NGC 7720A, PGC 85570), jednak nie wiadomo jeszcze, czy galaktyki te w rzeczywistości znajdują się tak blisko siebie, czy też tylko leżą w jednej linii względem ziemskiego obserwatora.